# Aquamarin (Album)
Aquamarin ist ein Album von Klaus Hoffmann. Es stammt aus dem Jahr 2018.

## Produktion
Klaus Hoffmann produzierte das Album selbst. Die Lieder wurden in den Weryton Studios in München im Mai 2018 aufgenommen.

## Rezeption
Die Wiener Zeitung spricht von "melancholischen und romantischen Liedern". Das Portal Schlagerplanet meint, es wäre ein "Album vom Aufbrechen und Ankommen, von Hoffnung und Zufriedenheit"  also "ein musikalisches Werk zum Glücklich sein". Das Album sei "kraftvoll und dynamisch, aber auch mal einfühlsam". Auch die Stuttgarter Zeitung lobt die melancholischen wie romantischen Lieder des Albums Aquamarin.

## Titelliste
Musik und Texte von Klaus Hoffmann.

1. Ich denk an dich
2. Ich hatte mir die Nacht mit dir ganz anders vorgestellt
3. Was gut ist und was nicht
4. Ein Leben lang mit dir
5. Du siehst aus wie Papa
6. Für dich
7. Was mir mein Herz erzählt
8. Jemand, der mich liebt
9. Die Mondin ist ein kalter Stein
10. Weit weit
11. In deinen Augen
12. Für immer und immer
13. Ich selbst allein
14. Was uns zusammen hält
15. Sonnenallee
16. Was machst du morgen